# Atlixtac
Atlixtac è un comune del Messico, situato nello stato di Guerrero.